# Región de Hadjer-Lamis
Hadjer-Lamis es una de las 23 regiones de la República de Chad, localizada en el sudoeste del país. La ciudad capital es Massakory. Esta región formó parte de la antigua prefectura de Chari-Baguirmi (las subprefecturas de Bokoro y de Massakory y la parte de Yamena).
Posee fronteras internacionales con Camerún, por lo que esta región es un área de comercio fronterizo.

## Subdivisiones
La región de Hadjer-Lamis se encuentra dividida en 3 departamentos:
| Departamento   | Capital   | Subprefecturas               |
| -------------- | --------- | ---------------------------- |
| Dababa         | Bokoro    | Bokoro, Gama, Moïto          |
| Dagana         | Massakory | Karal, Massakory, Tourba     |
| Haraze Al Biar | Massaguet | Mani, Massaguet, Yamena Fara |

- Datos: Q1042437
- Multimedia: Hadjer-Lamis / Q1042437